# Gwen Lister
Gwen Lister (East London, 5 de dezembro de 1953) é uma jornalista, editora, anti-apartheid e ativista da liberdade de imprensa namibiana.

## Primeiros anos
Ao crescer sob o regime do Apartheid, Lister resolveu combatê-lo quando adulta e concluiu que o Sudoeste da África seria um lugar mais eficaz para fazê-lo do que a África do Sul. Ela frequentou a Universidade da Cidade do Cabo em 1975, recebendo um diploma de bacharel. Após a formatura, ela foi trabalhar como jornalista no Windhoek Advertiser, da Namíbia, como correspondente de política. Posteriormente, ela deixou o jornal após interferência em sua reportagem por seus editores.

## Jornalismo independente
Ela e o colega jornalista Hannes Smith começaram o semanário independente Windhoek Observer em 1978. Como editora de jornal sobre política, Lister queria dar à Organização do Povo do Sudoeste Africano, movimento de libertação da Namíbia, "um 'rosto humano', mostrando ao povo, incluindo os brancos, que eles não eram os 'terroristas' e 'comunistas' e a 'ameaça negra' que o regime colonial fez com que fossem através de sua propaganda geral." Ela também criticou as práticas de apartheid da África do Sul na Namíbia, atraindo a ira do governo. O Observer foi oficialmente banido em maio de 1984, depois que Lister viajou para a Zâmbia para relatar as negociações de independência da Namíbia. Embora a proibição tenha sido suspensa após um apelo ao Conselho de Apelação de Publicações de Pretória, a administração do Observer a rebaixou por tê-la provocado, provocando a demissão de Lister e uma paralisação da equipe do jornal.
Após sua demissão, Lister trabalhou como freelancer para a BBC News e para a Capital Radio 604 da África do Sul. Em dezembro de 1984, Lister expôs um documento autorizando a interceptação de sua correspondência pelas autoridades sul-africanas, fazendo com que ela fosse presa e detida por uma semana sob a Lei de Segredos Oficiais. O International Press Institute (IPI), com sede na Áustria, descreveu a prisão como "uma tentativa óbvia de impedi-la de criar um novo jornal". A polícia confiscou seu passaporte e exigiu que ela se apresentasse três vezes por semana.
Em agosto de 1985, Lister começou um novo jornal independente, intitulado The Namibian. Sua reportagem sobre abusos de direitos humanos por forças sul-africanas trouxeram nova raiva do governo e um boicote à publicidade por parte da comunidade empresarial branca. Em 1987, as autoridades sul-africanas proibiram o jornal de imprimir uma fotografia do cadáver de um insurgente amarrado a um veículo blindado; Lister contestou a proibição no tribunal.
Em 1991, um mercenário do Escritório de Cooperação Civil – um esquadrão de ataque do governo sul-africano – que havia sido preso pelo assassinato do ativista da SWAPO, Anton Lubowski, afirmou que ele também havia sido enviado à Namíbia para envenenar Lister. O escritório da The Namibian foi baleado e atacado com gás lacrimogêneo e, em outubro de 1988, foi bombardeado por um grupo de vigilantes africânderes chamado White Wolves. No mesmo ano, ela foi detida por vários dias sem acusação depois de publicar um documento do governo propondo novos poderes de polícia na Namíbia; ela estava grávida de quatro meses na época.
No mesmo ano, Lister co-presidiu a conferência da Organização das Nações Unidas para a Educação, a Ciência e a Cultura (UNESCO) sobre Mídia Africana Livre, Independente e Pluralista, que teve a Declaração de Windhoek como um de seus resultados. Durante este tempo, Lister também co-fundou o Instituto de Mídia da África Austral (abreviado do inglês: MISA), trabalhando como presidente.
Em março de 2011, após 26 anos como editora do The Namibian, ela foi substituída por Tangeni Amupadhi.

## Prêmios e reconhecimento
Lister ganhou vários prêmios internacionais de mídia por seu trabalho. Em 1992, ela recebeu o Prêmio Internacional de Liberdade de Imprensa do Comitê para a Proteção dos Jornalistas, com sede nos Estados Unidos, reconhecendo os jornalistas "que corajosamente forneceram cobertura de notícias e pontos de vista independentes em circunstâncias difíceis". A Universidade de Harvard concedeu a ela sua bolsa Nieman para jornalistas em meio de carreira em 1996. Em 1997, ela recebeu o Prêmio MISA de Liberdade de Imprensa. O Instituto de Mídia da África Austral premiou Lister por ter "quase sozinho mantido o manto da liberdade de imprensa na Namíbia".
Em 2000, o IPI indicou Lister como uma dos 50 Heróis Mundiais da Liberdade de Imprensa referente aos cinquenta anos anteriores. Em 2004, ela recebeu o prêmio Courage in Journalism da Fundação Internacional das Mulheres na Comunicação Social.

## Vida pessoal
Lister publicou suas memórias, intitulado Comrade Editor: On life, journalism and the birth of Namibia, em 2021. Lister casou-se duas vezes: Johnny 'JJ' Snyman em 1979, com quem teve sua filha Shane (nascida em 1980); e Mark Verbaan em 1988, com quem teve sua filha Liberty (nascida em 1988). Ela se divorciou de seu segundo marido em 2000 e começou um relacionamento lésbico com a artista Jo Rogge.
Ela é uma ávida fã do esporte de squash desde os 49 anos de idade, e foi escolhida como patrona da Associação de Squash da Namíbia.